# Рискијаци (Лече)
Рискијаци (итал. Rischiazzi) је насеље у Италији у округу Лече, региону Апулија.
Према процени из 2011. у насељу је живело 21 становника. Насеље се налази на надморској висини од 139 м.